# Кудея
Кудея — село в Сретенском районе Забайкальского края России. Входит в состав сельского поселения «Фирсовское».

## География
Село находится в центральной части района, на левом берегу реки Чачи (левый приток Шилки), на расстоянии примерно 32 километров (по прямой) к северо-востоку от города Сретенска. Абсолютная высота — 478 метров над уровнем моря.
Климат
Климат характеризуется как резко континентальный с продолжительной холодной малоснежной зимой и коротким тёплым летом. Среднегодовая температура воздуха составляет −5,3 — +3 °С. Средняя многолетняя температура самого холодного месяца (января) составляет −28 — −24 °С (абсолютный минимум — −55 °С), температура самого тёплого (июля) — 16 — 19 °С (абсолютный максимум — 40 °С). Безморозный период длится в течение 80 — 100 дней. Среднегодовое количество осадков — 350—400 мм.
Часовой пояс
Село Кудея находится в часовой зоне МСК+6. Смещение применяемого времени относительно UTC составляет +9:00.

## История
Основано в первой половине XIX века, в связи с открытием в этом месте месторождения золота. До 1917 года входило в состав станицы Ломовской Забайкальского казачьего войска, с 1923 года — в состав Сретенской волости.
В 1897 году в селе насчитывалось 27 дворов. Согласно данным переписи 1923 года, имелось 48 домов с населением 218 человек, из которых 100 были грамотными. В 1930-х годах, в ходе коллективизации, был организован колхоз им. Н. И. Пуртова, впоследствии преобразованный в отделение № 4 совхоза «Ломовской».

## Население
| 1989 | 2002 | 2010 | 2021 |
| ---- | ---- | ---- | ---- |
| 114  | ↗134 | ↘122 | ↘115 |

Половой состав
По данным Всероссийской переписи населения 2010 года в гендерной структуре населения мужчины составляли 52,5 %, женщины — соответственно 47,5 %.
Национальный состав
Согласно результатам переписи 2002 года, в национальной структуре населения русские составляли 99 % из 134 чел.